# Grewia damine
Grewia damine là một loài thực vật có hoa trong họ Cẩm quỳ. Loài này được Gaertn. mô tả khoa học đầu tiên năm 1790.